# 安成信次
安成信次（やすなりしんじ、1956年2月 - ）は、日本の実業家。株式会社安成工務店代表取締役。

## 来歴
山口県豊北町に生まれる。
1977年に日本大学生産工学部建築工学科を卒業した。
大手建設会社勤務を経て、1980年安成工務店に入社する。先代の急逝に伴い32歳で1988年より同社代表取締役となる。
住宅部門では、1989年から「環境共生住宅」の道へ進み、新聞紙をリサイクルした断熱材「デコスドライ工法」を開発、山と連携した「呼吸する木の家」を年間120棟規模で手掛けている。
林野庁林政審議会委員JBN環境委員会委員長。そのほか、日本CF断熱施工協会会長、近くの山の木で家をつくろう山口県協議会会長なども務めている。
著書に『家づくりの品格』（風土社、2008年）がある。